# Bureau International de l’Edition Mecanique
Bureau International des Sociétés Gérant les Droits d‘Enregistrement et de Reproduction Mécanique (BIEM) ist eine internationale Organisation im Bereich der Musikwirtschaft (einschließlich literarische und dramatische Produktionen) mit Sitz im französischen Neuilly-sur-Seine.
Sie wurde 1929 gegründet und vertritt 56 nationale Gesellschaften aus 60 Ländern (Stand: Januar 2024) in urheberrechtlichen Fragen gegenüber anderen internationalen Organisationen wie der Weltorganisation für geistiges Eigentum und hilft bei strittigen Fragen unter anderem ihrer Mitgliedsorganisationen untereinander. Zu diesen gehören beispielsweise die deutsche Gesellschaft für musikalische Aufführungs- und mechanische Vervielfältigungsrechte (GEMA), die schweizerische SUISA oder die österreichische Gesellschaft der Autoren, Komponisten und Musikverleger.